# Пластилин
Пластилѝнът (на италиански: plastilina, от старогръцкото πλαστός – пластичен) е материал за моделиране. Приготвя се от пречистена и раздробена на фини частици глина, към която се добавя восък, мазнина и други вещества, които предотвратяват изсъхването.
Спорен е въпросът кой трябва да се счита за изобретател на пластилина. В Германия считат, че това е Франц Колб (патент през 1880 г.), а в Обединеното кралство приемат, че това е Уилям Харбута (патент през 1899 г.).
Съществуват и съвременни варианти на пластилин, които са изработени от високо молекулярен полиетилен (HMWPE), поливинилхлорид (PVC), каучук, силикон и други високотехнологични материали.
Пластилинът може да бъде оцветен в най-разнообразни цветове с прибавянето на подходящи багрила. Намира приложение при изготвянето на предварителни модели на скулптурни произведения и инженерни проекти, както и в пластилиновата анимация.

## Употреба
Пластилинът се използва от деца като материал за моделиране. Играта с пластилин допринася за по-добра координацията на пръстите на ръцете и спомага за развитието на фините двигателни умения. Пластилинът и подобни продукти често се използват в пластилиновата анимация. Използва се и в официалните състезания по дълъг скок и троен скок, където ивица с ширина 10 см. се използва за доказването на неуспешни опити.